# Batalla de los Pantanos de Plestia
La batalla de los Pantanos de Plestia fue un enfrentamiento militar sucedido en el contexto de la segunda guerra púnica, entre las fuerzas cartaginesas y romanas, terminando con la victoria de las primeras, al mando de Aníbal Barca.

## Antecedentes
A mediados del otoño de 218 a. C. Aníbal cruzó los Alpes con un ejército de 20 000 infantes y 6000 jinetes acampando en el valle del río Po. Tras las victorias en las batallas de Tesino y Trebia, se produjo la llegada del invierno que provocó una ralentización en las operaciones militares. Este periodo fue aprovechado por el general cartaginés para seguir reforzando sus tropas con nuevos contingentes de galos y ligures.
En Roma se eligieron nuevos cónsules para la campaña de 217 a. C. resultando seleccionados Cayo Flaminio y Cneo Servilio Gémino, quienes tomaron posesión en los idus de marzo. Con los nuevos efectivos alistados se dispusieron a proseguir la guerra tratando de bloquear el paso a Aníbal, situándose el primero en Etruria y el segundo en Arimino, junto a la costa adriática. Tras un intento frustrado de cruzar los Apeninos, el ejército púnico logró finalmente penetrar en Etruria a final de la primavera, comenzando a asolar la campiña de Arretium.
Tras no conseguir que Flaminio respondiera a las provocaciones, inició su marcha hacia al sur llegando a las cercanías del Lago Trasimeno perseguido por el ejército consular romano. Tras acampar en unas colinas junto al lago, Aníbal simuló que emprendía la marcha al día siguiente lo que precipitó la persecución romana en medio de una densa niebla que les llevó a una meseta situada entre el lago y las colinas que lo circundaban. Una vez allí fueron atacados por el ejército púnico emboscado en las colinas en la denominada batalla del Lago Trasimeno ocurrida el día del solsticio de verano (21 de junio). El ejército romano resultó aniquilado muriendo alrededor de 15 000 hombres y siendo otros 10 000 capturados. Los 6000 hombres que lograron escapar del desastre fueron finalmente rodeados por la caballería cartaginesa comandada por Maharbal y también se rindieron. Esta grave derrota abría el camino a Roma al ejército cartaginés al ser completamente destruido el contingente romano más potente que tenía enfrente.
Sin embargo aún existían más obstáculos para Aníbal antes de poder llegar a la ciudad eterna. El otro cónsul, Servilio Gémino, enterado de la presencia en Etruria de los púnicos, puso en marcha a su ejército a través de la vía Flaminia para auxiliar a su colega, aún ignorante de lo sucedido.
El propretor romano Cayo Centenio tenía bajo sus órdenes en la adyacente Umbría un contingente de entre 4000 y 8000 hombres. Estaba situado junto a los pantanos de Plestia (hoy en día desecados) y su misión consistía en bloquear el paso hacia el Adriático desde Etruria.
Había adicionalmente otra barrera física importante constituida por el río Nar. La vía Flaminia tenía un puente sobre él en la localidad de Narnia que por lógica sería destruido por los romanos antes de poder cruzarlo. Vadear el Nar con una fuerza romana cercana implicaba un riesgo elevado.

## Combate
Antes de intentar cualquier progreso hacia el sur, Aníbal decidió eliminar este contingente para lo cual se dirigió hacia el lugar donde estaba la fuerza de Centenio. Una vez observó la posición de bloqueo que este ocupaba ordenó a Maharbal que se adelantase con una fuerza de caballería y de infantería ligera con la cual debía esa noche encontrar un paso entre las montañas mientras él aguardaba frente a los romanos con el grueso de sus tropas. Cuando estimó que Maharbal había flanqueado la fuerza enemiga, el general cartaginés atacó frontalmente a Centenio mientras por su espalda aparecían las fuerzas de Maharbal. Los romanos, rodeados por todas partes comenzaron una precipitada huida en la que perecieron 3000 mientras otros 800 eran hechos prisioneros al día siguiente, logrando escapar el resto. En la lucha habría muerto el propio Cayo Centenio.

## Controversia de las fuentes
Tito Livio y Polibio defienden que esta fuerza de Centenio era una avanzadilla de la caballería del ejército consular de Servilio Gémino compuesta por 4.000 jinetes que en el primer choque habrían perdido la mitad de hombres mientras la otra mitad era cercada en una loma en la que se rindieron al día siguiente. Sin embargo esta cifra de jinetes en un solo ejército consular no existió en el bando romano en toda la guerra.
Apiano por el contrario narra que este contingente habría estado formado por 8000 hombres venidos de Roma bajo mando de un ciudadano ilustre, los cuales ocupaban esta posición como complemento a las de bloqueo de los cónsules en Arimino y Etruria. Esto denotaría que se trataba de una legión con su alae, o bien las dos legiones urbanas adelantadas a Umbría como se hará también en 207 a. C. cuando Asdrúbal Barca se aproxime con su ejército.
Es interesante notar que el cargo de Centenio es designado como el de propretor, pero al mismo tiempo como un privatus.

## Acontecimientos posteriores
Tras eliminar al contingente de Centenio, el ejército púnico habría intentado avanzar hacia Roma saqueando la comarca existente entre el Lago Trasimeno y el río Nar, atacando sin éxito la colonia de Spoletium, lo que le llevó a abandonar sus planes para dirigirse entonces a través de Umbría hacia el mar Adriático tras diez días de marcha.
Una vez en territorio picentino prosiguió saqueando todas las zonas por las que pasaba hasta alcanzar la costa donde, con un gran botín acumulado, dio descanso varios días a sus hombres y animales y envió comunicación vía marítima a Cartago, informando de los logros cosechados.